# Juan Carlos Alegría
Juan Carlos Alegría Villamán (* 22. Januar 1976 in Santiago) ist ein ehemaliger chilenischer Fußballspieler, der bei Vereinen in Chile und Venezuela spielte. Er wurde mit CSD Colo-Colo drei Mal chilenischer Meister und zwei Mal chilenischer Pokalsieger.

## Karriere

### Verein
Juan Carlos Alegría debütierte im März 1992 beim CSD Colo-Colo in der Copa Chile bei der 1:2-Niederlage gegen den CD Magallanes. In der 86. Spielminute erzielte der Mittelfeldspieler den Anschlusstreffer und war mit 16 Jahren und 66 Tagen der jüngste Torschütze in einem Pflichtspiel für die Albos. Bis 1998 spielte er bei Colo-Colo und gewann in dieser Zeit drei Meistertitel und zwei Mal den chilenischen Pokal. Anschließend spielte er für den CD Magallanes aus der Primera B und blieb auch danach bei Vereinen aus der zweiten Liga. Seine letzten Karrierejahre verbrachte Alegría in Venezuela, wo er für CD Italmaracaibo, leihweise für Deportivo Maracaibo und zuletzt für Mineros de Guayana auf dem Platz stand.

### Nationalmannschaft
Mit der U-17-Nationalmannschaft erreichte Alegría den vierten Platz der Südamerikameisterschaft 1991. Mit der U-20-Nationalmannschaft nahm er an der Südamerikameisterschaft 1995 teil, bei der Chile den dritten Platz erreichte.

## Erfolge
Colo-Colo
- Chilenischer Meister (3): 1993, 1996, 1997-C
- Chilenischer Pokalsieger (2): 1994, 1996